# Стюарт, Рон (медик)
Рональд Дэниел Стюарт (англ. Ronald Daniel Stewart; 11 октября 1942, Сидни-Майнз или Норт-Сидни, Новая Шотландия — 21 октября 2024) — канадский врач и общественный деятель, основоположник неотложной медицины, способствовавший её развитию в Калифорнии, Пенсильвании и Новой Шотландии. Министр здравоохранения Новой Шотландии в 1993—1996 годах, один из инициаторов Конвенции о запрете противопехотных мин, компаньон ордена Канады (2023, офицер с 1993 года).

## Биография
Родился в 1942 году на острове Кейп-Бретон в семье шахтёра. Высшее образование получил в Университете Акадия (степени бакалавра искусств и наук) и Университете Далхаузи (доктор медицины).
Окончив Университет Далхаузи в 1970 году, работал как врач общего профиля в Нилс-Харборе на севере Кейп-Бретона. Через несколько лет поступил в ординатуру в Университете Южной Калифорнии (Лос-Анджелес) на специальность «неотложная медицинская помощь». В Калифорнии стал первым медицинским директором программы подготовки парамедиков округа Лос-Анджелес. Одновременно с основной работой выступал в качестве консультанта выходившего на телеканале NBC медицинского сериала «Критическое положение!» (англ. Emergency!), за что получил прозвище «Доктор Голливуд».
После шести лет в Лос-Анджелесе в 1978 году принял предложение работы от Питтсбургского университета. На медицинском факультете в Питтсбурге руководил созданием академической учебной программы по неотложной медицине — первой в этой области. Занимал пост медицинского директора бюро неотложной медицинской помощи департамента общественной безопасности Питтсбурга, при поддержке университета создал Центр неотложной медицины Западной Пенсильвании, занимавшийся, наряду с непосредственным оказанием медицинской помощи, исследовательской работой и подготовкой специалистов. Стал одним из основателей Национальной ассоциации врачей неотложной медицины США.
По возвращении в Канаду работал в Торонтском университете, после чего вернулся в Новую Шотландию, где присоединился к программам неотложной медицины и анестезии в Университете Далхаузи. Принимал участие в создании системы неотложной медицинской помощи и догоспитального ухода в этой провинции, подготовке врачей-специалистов в этих областях. В 1993 году избран как кандидат от Либеральной партии депутатом Генеральной ассамблеи Новой Шотландии, где представлял округ Кейп-Бретон-Север. До 1996 года занимал посты министра здравоохранения и руководителя центрального бюро регистрации актов гражданского состояния в кабинете Джона Сэвиджа. В этот период сумел централизовать услуги скорой помощи, ранее предоставлявшиеся в основном частными похоронными бюро, а на федеральном уровне сумел добиться исключения табачных компаний из числа спонсоров крупных мероприятий. Способствовал также ужесточению контроля за торговлей табачными изделиями в Новой Шотландии. Однако нехватка политического опыта и резкий стиль руководства Стюарта привели к хаосу в министерстве и в конечном итоге к его отставке с поста и дальнейшему уходу из политики. После 1997 года не возвращался в парламент Новой Шотландии.
Активно участвовал в кампании за запрет противопехотных мин, возглавлял группу специалистов в области неотложной медицины, составившую черновой проект Конвенции о запрете противопехотных мин, и входил в число делегатов конференции в Оттаве, утвердившей эту конвенцию. После завершения карьеры политика продолжал преподавать в Университете Далхаузи на медицинском факультете и факультете профессий здравоохранения, получив со временем звание эмерита. С 2004 по 2009 год возглавлял медицинско-гуманитарную программу университета, в её рамках основал проект «Музыка в медицине». В 2017 году пожертвовал Фонду медицинских исследований Далхаузи свои пенсионные сбережения — 1,3 млн долларов — на учреждение симпозиума по неотложной медицине.
Летом 2024 года в свет вышли мемуары Рона Стюарта, написанные в соавторстве с журналистом Джимом Миком. Вскоре после этого, в октябре 2024 года, Стюарт скончался от рака в возрасте 82 лет.

## Признание заслуг
Профессиональные и общественные заслуги Рона Стюарта отмечены государственными наградами Канады. В 1993 году он был произведён в офицеры ордена Канады, а в 2023 году повышен в звании до компаньона — высшей степени ордена Канады. Стюарт стал шестым представителем Новой Шотландии, произведённым в компаньоны ордена Канады. В 2006 году он стал также кавалером ордена Новой Шотландии.
В 1989 году Национальная ассоциация техников неотложной медицинской помощи США наградила Рона Стюарта премией Фаррингтона — наградой, которой удостаивают врача, внесшего наибольший вклад в развитие догоспитальной медицины в США. Он стал первым врачом-иностранцем, получившим эту премию. В 2008 году Американская коллегия вреачей неотложной медицины присвоила ему звание «Герой неотложной медицины». В том же году медицинский факультет Питтсбургского университета учредил исследовательскую кафедру имени Рональда Д. Стюарта. Ему присвоены звания почётного доктора университетами Кейп-Бретона (2010) и Далхаузи (2017).